# بلعرب بن سلطان اليعربي
بلعرب بن سلطان اليعربي ثالث أئمة دولة اليعاربة، تولى الحكم سنة 1679 بعد وفاة والده سلطان بن سيف اليعربي وحتى وفاته عام 1692.

## أعماله
شغل منصب والي مسقط بعد طرد البرتغاليين منها في عهد أبيه الإمام سلطان بن سيف، ثم أصبح والٍ على الرستاق. لاحق البرتغاليين في شرق إفريقيا حتى موزمبيق، وهاجمهم في الساحل الغربي للهند.
أنشأ الأسواق كسوق منح عام 1685م، وبنى حصن جبرين. اهتم ببناء المدارس كمدرسة جبرين التي تعتبر من أهم المدارس الرسمية، بنى فيها أيضا مكتبة ومسجد وسكن داخلي للمعلمين بهدف الإفادة العلمية، وكانت تدرس فيها شتى العلوم من الطب والكيمياء والآداب والحقوق واللغة والفقه والتاريخ وعلم الفلك.
كان الإمام بلعرب عالِماً بالفقه والتفسير وشاعر، كتب بعض القصائد أغلبها في الحكمة كقوله:
إذا ما دعتك النفسُ يوما لريـبة 
فعاصِ على حالٍ هواها وخالفِ
وجانِبْ هواها ما استطعت فإنما
مجانبةُ الأهـواءِ حرفةُ عـارف